# Агріппа Фурій Фуз (консул 446 року до н. е.)
Агріппа Фурій Фуз Медуллін (лат. Agrippa Furius Fusus Medullinus; близько 485 до н. е. — після 446 до н. е.) — політичний і військовий діяч часів ранньої Римської республіки, консул 446 року до н. е.

## Життєпис
Походив з патриціанського роду Фуріїв, його гілки Фузів. Про молоді роки та початок кар'єри відсутні відомості. 
У 446 році до н. е. його було обрано консулом разом з Тітом Квінкцієм Капітоліном Барбатом. Під час своєї каденції Агріппа Фурій воював з вольсками, а його колега — з еквами.
Згідно з Тітом Лівієм під час рішучої битви вирвав прапори з рук прапороносців і кинув їх у лави ворога, чим приголомшив останнього й здобув перемогу. Наприкінці року вирішував суперечку між містами Аріції та Ардеї. 
Після завершення каденції про діяльність Агріппи Фурія Фуза нічого невідомо.

## Родина
- Агріппа Фурій Фуз